# Macromia irata
Macromia irata är en trollsländeart som beskrevs av Fraser 1924. Macromia irata ingår i släktet Macromia och familjen skimmertrollsländor. IUCN kategoriserar arten globalt som livskraftig. Inga underarter finns listade i Catalogue of Life.